# 白尾地鸦
白尾地鸦（学名：Podoces biddulphi），是鸦科地鸦属的一种，为中国大陆的特有种。该物种的保护状况被评为近危，栖息地为温带荒漠。

## 生态环境
白尾地鸦活动于植被稀疏的荒漠环境，他们常常在荒芜的大漠中飞速奔跑，但很少飞行，即便偶尔飞行，距离也会非常短，本物种有时会在枯树的枝头鸣唱，亦会穿梭于荒漠仅有的灌丛之间。

## 分布地域
白尾地鸦是中国特有鸟种，仅分布于西部的荒漠省份，可见于新疆的南疆地区、塔里木盆地周围。

## 特征
白尾地鸦为体形较小的鸦科鸟类，体长在28厘米左右。雄雌同形同色，头顶至后颈的羽毛黑色，略带蓝色的金属光泽；颌部羽色亦为黑色；脸部、耳羽、颈侧均为黄沙色；背部、肩羽、腰部为深至褐色的沙黄色；翅上覆羽与肩羽同色；初级飞羽白色，端部黑色；次级飞羽紫黑色，端部白色；尾上覆羽乳白色；尾羽白色，但两枚中央尾羽具黑色羽干；下体自喉部至尾下覆羽均为污白色；喙黑色且长而下弯；足黑色；虹膜褐色。

## 食物
白尾地鸦的主要食物是荒漠中可以找到的昆虫，其中又以鞘翅目的各种步甲为主，此外还有直翅目、双翅目昆虫以及小型蜥蜴和少量植物的种子及果实。

## 繁殖与保护
白尾地鸦的繁殖开始于每年的3月下旬，营巢于枯树的枝干间，巢以干草枯叶兽毛等材料搭建每巢产卵1枚偶见2枚。